# 伊予決戦
伊予決戦（いよけっせん）は、日本プロサッカーリーグ（Jリーグ）で、愛媛県をホームタウンとする愛媛FCとFC今治による直接対決（ダービーマッチ）のことを指す。

## 概要
愛媛FCは2006年からJ2に在籍していたが、新型コロナウイルス感染症 (COVID-19) による影響この年はJ1⇔J2間もJ2⇔J3間も「昇格2・降格4」という入れ替え数により、2021年、J3に降格したが、 J3優勝をし、J2復帰。一方、愛媛FC所有のアマチュアチームとしての活動歴もあったFC今治はJ32位となり、J2参入条件を満たし、2025年シーズンよりJ2リーグに参加している。
今治がJ3に昇格した2020年に両クラブが対戦するプレシーズンマッチ「えひめサッカーフェスティバル」が開催されることとなり、2021年には天皇杯の1回戦にて両クラブの対戦が初めて公式戦で実現した。しかしこの時点では両クラブの所属カテゴリーが異なるため、Jリーグでの対戦はなかった。
2022年シーズン、それまでJ2に所属していた愛媛がJ3に降格したことによりJリーグでの対戦が組まれる事となった。この直接対決を盛り上げるべく対戦カードについて名称を公募し、「伊予決戦」と名付けられた。
2023年シーズン、愛媛FCがFC今治との伊予決戦を制してJ3優勝&J2昇格を決めた。
2025年7月12日、6度目となった伊予決戦をFC今治が愛媛FCを1-0で破り、シーズンダブルを達成した。

## ホームスタジアム
| チーム名 | スタジアム名 （命名権名称）                           | 収容人員 | 画像                 | 備考 |
| -------- | ----------------------------------------------------- | -------- | -------------------- | ---- |
| 愛媛FC   | 愛媛県総合運動公園陸上競技場 （ニンジニアスタジアム） | 20,919人 | ニンジニアスタジアム |      |
| FC今治   | 今治里山スタジアム                                    | 5,316人  | 今治里山スタジアム   |      |

## 対戦成績

### リーグ戦
■FC今治：3勝1分2敗
■愛媛FC：2勝1分3敗
| 年                                               | 開催日   | 大会名 | 節数   | 会場     | ホーム | 得点 | アウェイ | 観客数 |
| ------------------------------------------------ | -------- | ------ | ------ | -------- | ------ | ---- | -------- | ------ |
| 2022                                             | 6月5日   | J3     | 第11節 | 夢スタ   | 今治   | 2-0  | 愛媛     | 3,948  |
| 2022                                             | 9月10日  | J3     | 第24節 | ニンスタ | 愛媛   | 3-2  | 今治     | 9,126  |
| 2023                                             | 5月14日  | J3     | 第10節 | 里山S    | 今治   | 0-0  | 愛媛     | 5,037  |
| 2023                                             | 11月11日 | J3     | 第35節 | ニンスタ | 愛媛   | 1-0  | 今治     | 11,128 |
| 2024年は、愛媛がJ2、今治がJ3所属のため開催なし。 |          |        |        |          |        |      |          |        |
| 2025                                             | 3月8日   | J2     | 第4節  | ニンスタ | 愛媛   | 2-3  | 今治     | 9,352  |
| 2025                                             | 7月12日  | J2     | 第23節 | アシさと | 今治   | 1-0  | 愛媛     | 5,369  |

#### カップ戦他
■愛媛FC：0勝0分3敗（不戦敗1）
■FC今治：3勝（不戦勝1）0分0敗
| 年     | 開催日  | 大会名                                            | 会場     | ホーム | 得点   | アウェイ | 観客数 |
| ------ | ------- | ------------------------------------------------- | -------- | ------ | ------ | -------- | ------ |
| 2021年 | 5月21日 | 第101回天皇杯 1回戦                               | ニンスタ | 愛媛   | 1-2    | 今治     | 1,552  |
| 2022年 | 5月8日  | 愛媛県サッカー選手権大会（第102回天皇杯予選）決勝 | 夢スタ   | 今治   | 不戦勝 | 愛媛     | -      |
| 2023年 | 5月7日  | 愛媛県サッカー選手権大会（第103回天皇杯予選）決勝 | ニンスタ | 愛媛   | 0-1    | 今治     | 1,122  |